# True to the Times (How to Be?)
True to the Times (How to Be?) je šestá nahrávka Davida Hykese. Je to vlastně další prozkoumávání konceptu, započatého albem Windhorse Riders, založeného na vyváženém spojení hlasu, textu a perkusí.

## Seznam skladeb
1. Worldwind Psalm - 1:29
2. True to the Times/two - 8:06
3. Harmonic Times/one - 9:24
4. Harmonic Times/two - 5:13
5. Prayer Songs for the Sorrow/Pythagoras over Persia - 8:00
6. Worldwind Turning - 4:15
7. Danse Harmonique #1 - 1:09
8. True to the Times/one - 5:11

## Hudebníci
- David Hykes - zpěv, aiolská harfa, varhany, klávesy
- Peter Biffin - dobro
- Bruno Caillat - zarb, daf
- Tony Lewis - tabla